# MetOp

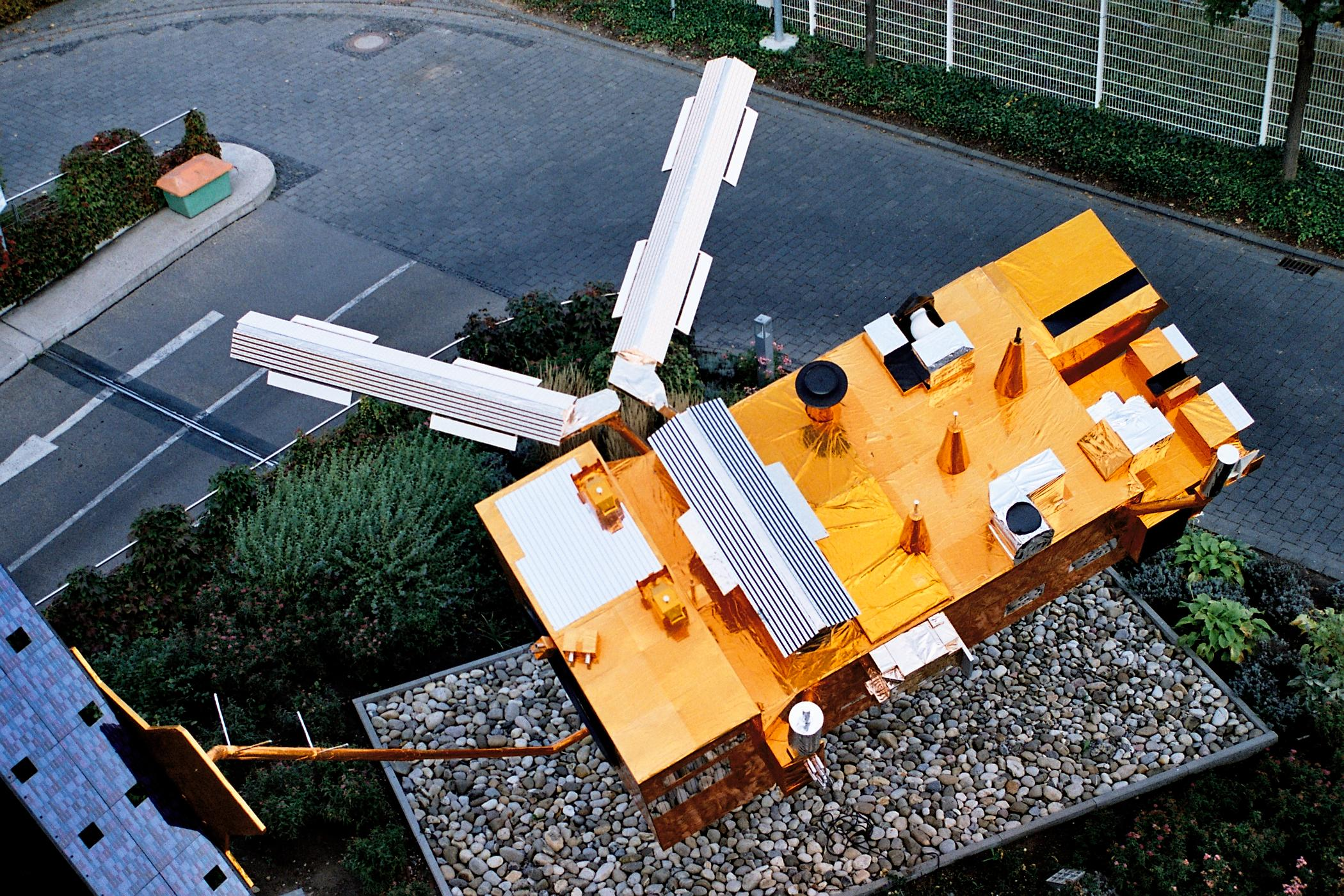
Макет MetOp у штаб-квартиры EUMETSAT

MetOp — метеорологический спутник Европейского космического агентства. Всего должно быть запущено три спутника, первый из них выведен на полярную орбиту 19 октября 2006 года (полная стоимость программы составит 2,5 млрд евро).
Масса спутника — свыше 4 тонн. На аппарате имеется 18 антенн для наблюдения за Землёй из космоса. Научные приборы Metop позволяют определять температуру и влажность поверхности суши и океана. Кроме того, на нём установлены инструменты для контроля содержания озонового слоя и отслеживания перемещения воздушных масс над океаном, а также ретранслятор системы сбора информации Argos.
MetOp (сокращение от Meteorological Operational satellite) — спутник массой свыше четырех тонн предназначен для контроля температуры и влажности поверхности Земли, а также мониторинга уровня озона и воздушных потоков над океаном. Первый из планируемой серии из трёх спутников и поэтому назван MetOp-A. Затем в 2012 к нему присоединился спутник MetOp-B, а третий — MetOp-C — в 2018 году.

## MetOp-A
Спутник MetOp-A стал первым полярным спутником Европейского космического агентства, предназначенным для оперативной метеорологии.
Новый спутник будет летать по орбите, проходящей через оба полюса, что в сочетании с вращением Земли позволит получать гораздо более чёткие снимки всей планеты в отличие от нынешних спутников (Meteosat), помещённых на очень высокие геостационарные орбиты (то есть «висящих» над определённой точкой земной поверхности) и снимающих лишь половину земного шара. Данные, полученные со спутника, позволят проводить мониторинг климата и повысить точность прогнозирования погоды.
19 октября 2006 года в 16:28 UTC с космодрома Байконур в Казахстане стартовала новая российская ракета-носитель «Союз-2», которая вывела орбиту европейский метеоспутник MetOp-A.
Ранее запуск «Союз-2» с европейским спутником неоднократно переносили, причём как из-за неготовности ракеты, так и космического аппарата и из-за плохой погоды.
Разгонный блок «Фрегат» отделился от ракеты и вывел спутник на расчётную орбиту высотой 850 километров.
Согласно сообщению европейского агентства EUMETSAT, 4 июля 2007 года произошло отключение одного из передатчиков спутника. Попытка включить передатчик 5 июля 2007 года к успеху не привела. После этого было инициировано расследование причин отказа передатчика .